# Dushu
Dushu (xinès simplificat: 读书, pinyin: Dúshū, literalment 'llegir o estudiar') és una revista acadèmica i humanística publicada per SDX Joint Publishing Company a la Xina continental. Va ser fundada el 1955 amb el nom de Dushu Yuebao. El contingut es basa principalment en ressenyes literàries, i la majoria del contingut consisteix en discussions acadèmiques. Se la considera la revista intel·lectual més influent de la República Popular de la Xina, i la línia és d'esquerres, i generalment contrària al neoliberalisme.
Apareix al final de la Revolució Cultural, i durant la dècada del 1980 té cert paper en la discussió política pública del país, vinculada a intel·lectuals progressistes i aperturistes, però d'avançada edat. A mitjan de la dècada, alguns intel·lectuals joves comencen a analitzar conceptes i treballs d'intel·lectuals occidentals, tractant temes menys vinculats a la política que els seus predecessors. En no tindre un excessiu pes polític, la publicació passa desapercebuda després de les protestes de 1989, i es va fer més lleugera de llegir arran de l'onada de consumisme derivada del viatge al sud de Deng Xiaoping el 1992.
Entre maig del 1996 i juliol del 2007 els editors executius foren Wang Hui i Huang Ping. Amb Wang Hui al capdavant, es vol involucrar als acadèmics i intel·lectuals en la discussió pública de la política xinesa, defugint de preocupacions consumistes i centrant-se en el debat intel·lectual. En aquella etapa la publicació passa de 60.000 a 100.000 lectors, alhora que queda ideològicament vinculada a la Nova Esquerra Xinesa, i rep criticisme per utilitzar un llenguatge massa intel·lectualitzat.
El juliol del 2007, Wang Hui deixa de ser l'editor, una decisió que fou protestada per sectors de l'esquerra política.
En motiu del 30 aniversari de la publicació, afirmaven que la revista s'havia posicionat com una publicació de revisió ideològica i cultural centrada en el llibre des dels seus inicis, diferenciant-se de les publicacions de recerca acadèmica professionals. El públic objectiu són els intel·lectuals de nivell mitjà i superior que es preocupen pels àmbits ideològic i cultural i l'edició de llibres corresponent.
El dibuixant Ding Cong va dibuixar vinyetes per a la revista durant molt de temps des dels seus inicis, amb dos il·lustracions a cada número.